# کریستینا مدوتسکی
کریستینا مدوتسکی (مجاری: Krisztina Medveczky؛ زادهٔ ۱۴ آوریل ۱۹۵۸) ژیمناست هنری اهل مجارستان بود.
وی در مسابقات کشوری و بین‌المللی در مجموع برندهٔ ۲ مدال برنز شده‌است.